# Atletika na Letních olympijských hrách 2016 – 100 metrů ženy
 Běh na 100 metrů žen na Letních olympijských hrách 2016 se uskutečnil 12.a 13. srpna na Estádio Olímpico Nilton Santos v Rio de Janero.

## Výsledky finálového běhu
| *                | jméno                         | země                   | čas   |
| ---------------- | ----------------------------- | ---------------------- | ----- |
| Zlatá medaile    | Elaine Thompsonová            | Jamajka                | 10,71 |
| Stříbrná medaile | Tori Bowieová                 | Spojené státy americké | 10,83 |
| Bronzová medaile | Shelly-Ann Fraserová-Pryceová | Jamajka                | 10,86 |
| 4                | Marie-Josée Ta Lou            | Pobřeží slonoviny      | 10,86 |
| 5                | Dafne Schippersová            | Nizozemsko             | 10,90 |
| 6                | Michelle-Lee Ahye             | Trinidad a Tobago      | 10,92 |
| 7                | English Gardnerová            | Spojené státy americké | 10,94 |
| 8                | Christania Williamsová        | Jamajka                | 11,80 |